# Kanton Hazebrouck-Sud
Kanton Hazebrouck-Sud (francouzsky Canton d'Hazebrouck-Sud) je francouzský kanton v departementu Nord v regionu Nord-Pas-de-Calais. Tvoří ho osm obcí.

## Obce kantonu
- Boëseghem
- Borre
- Hazebrouck (jižní část)
- Morbecque
- Pradelles
- Steenbecque
- Strazeele
- Thiennes